# Ивановка (Флорештский район)
Ивановка (рум. Ivanovca) — село в Флорештском районе Молдовы. Наряду с селом Севирова входит в состав коммуны Севирова.

## География
Село расположено на высоте 94 метра над уровнем моря.

## Население
По данным переписи населения 2004 года, в селе Ивановка проживает 472 человека (209 мужчин, 263 женщины).
Этнический состав села:
| Национальность | Число жителей | Процентный состав |
| -------------- | ------------- | ----------------- |
| украинцы       | 353           | 74,79             |
| молдаване      | 101           | 21,4              |
| русские        | 18            | 3,81              |
| Всего          | 472           | 100 %             |